# 11678 Brevard
11678 Brevard eller 1998 DT10 är en asteroid i huvudbältet som upptäcktes den 25 februari 1998 av den nyzeeländska astronomen Ian P. Griffin i Cocoa. Den är uppkallad efter Brevard County i Florida.
Asteroiden har en diameter på ungefär 4 kilometer.